# Grottan, Hagaparken

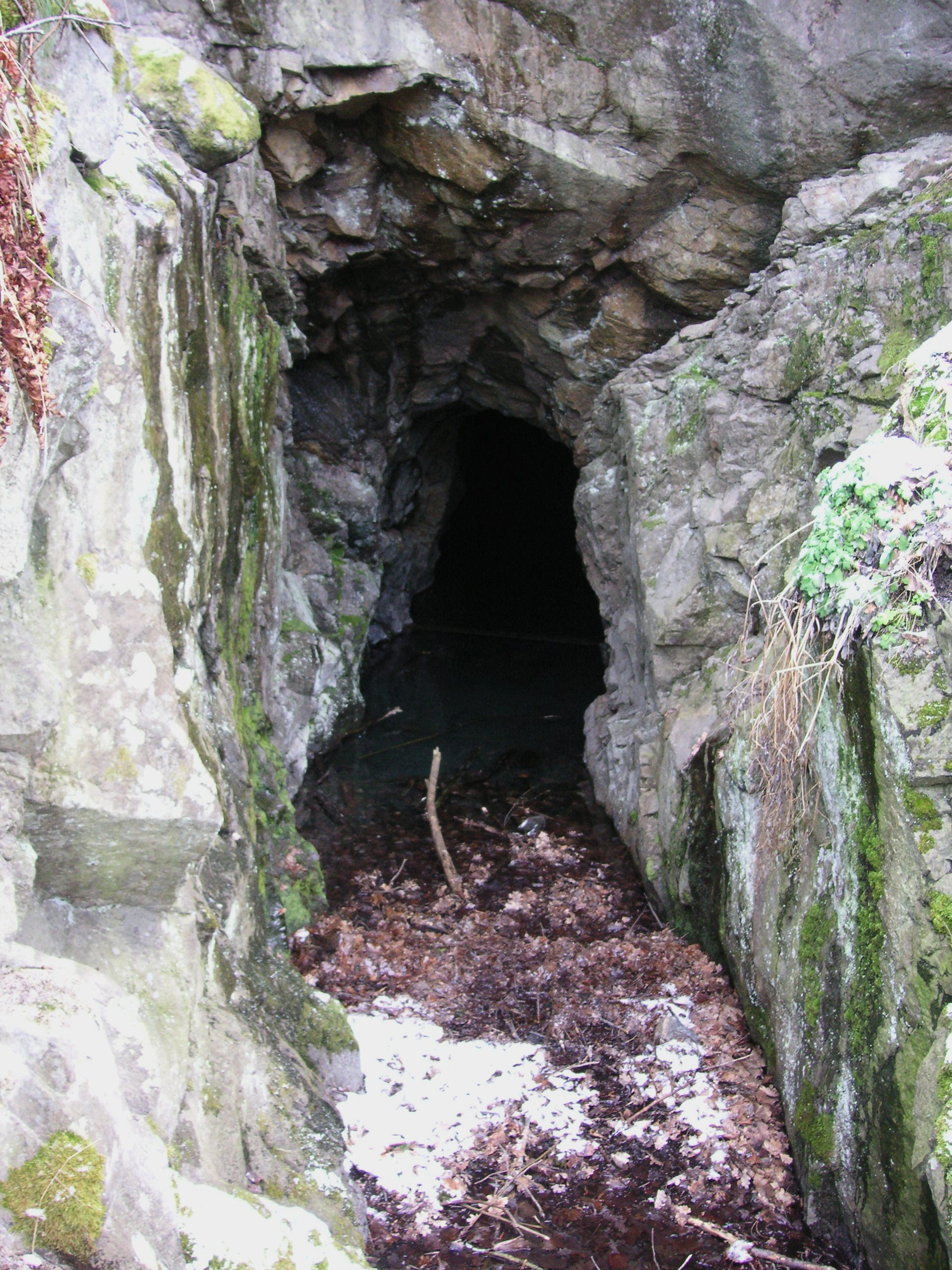
Grottan år 2008

Grottan är ett påbörjat byggnadsverk i Hagaparken i Solna. Den ligger mitt emot Gustav III:s paviljong.

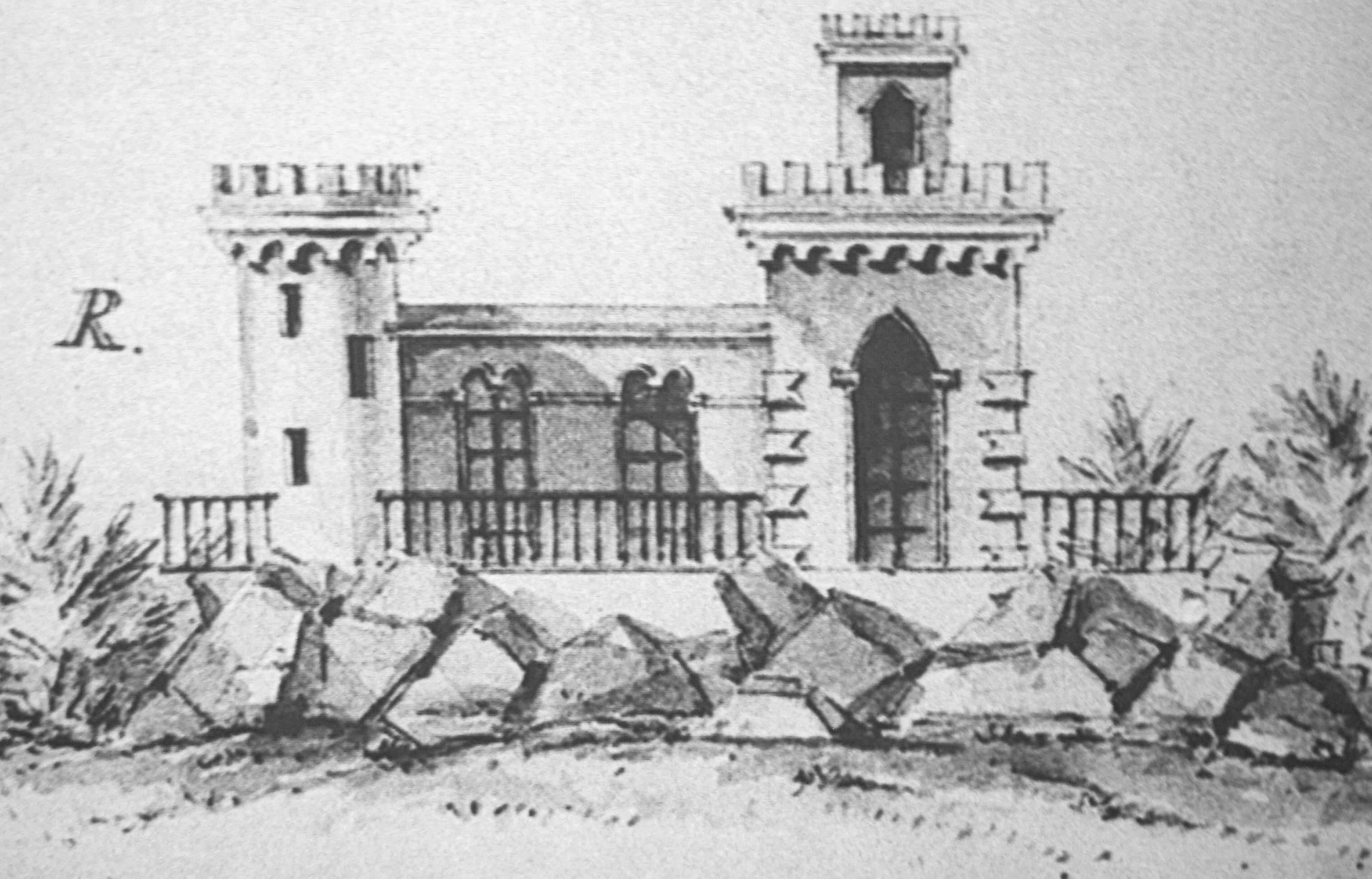
Pipers pumphus från 1781 (ej uppfört)

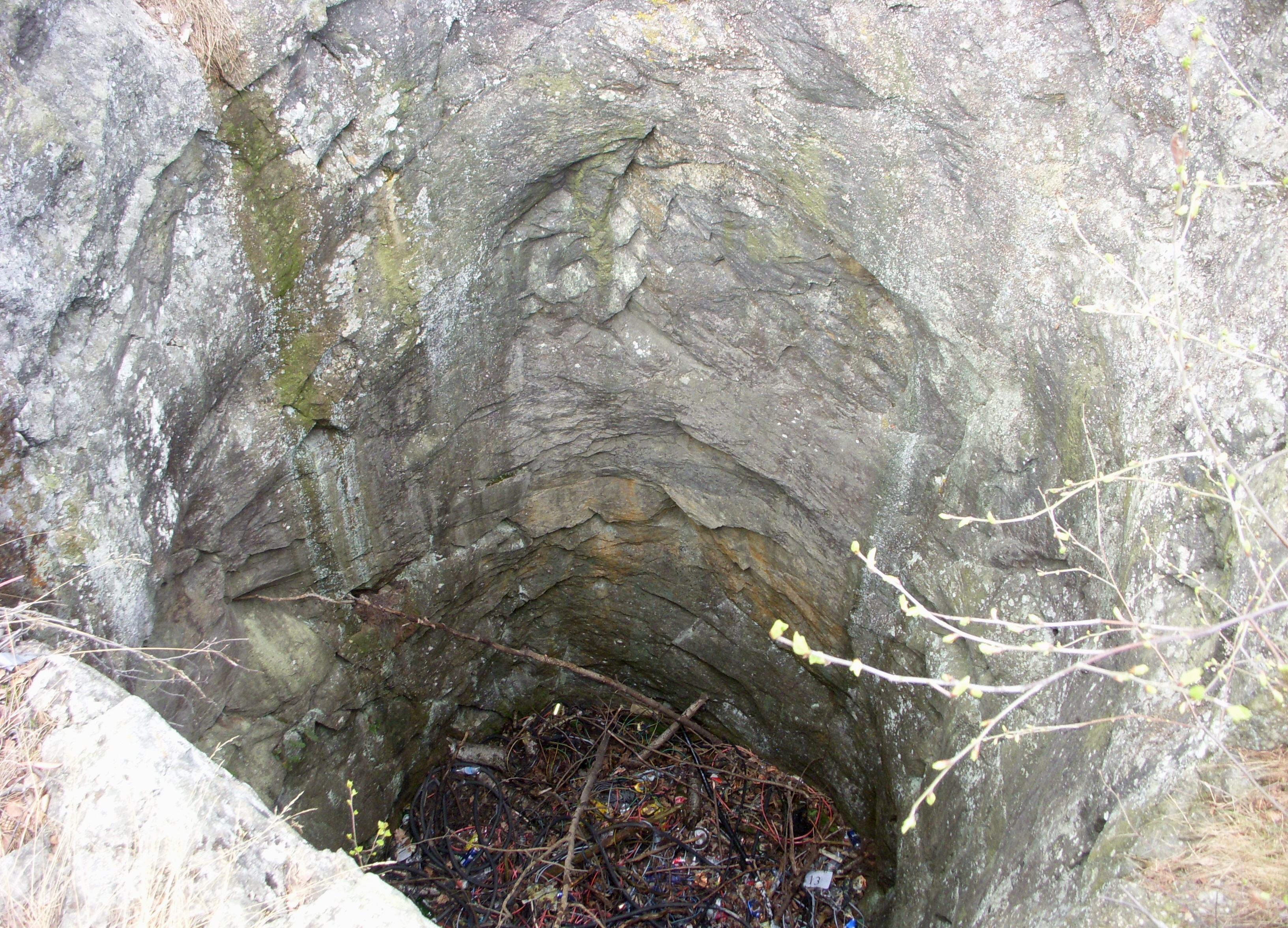
Schaktet på Grottberget

Grottan kallas den tunneln som började byggas år 1786 för ett vattenuppfordringsverk som skulle fylla en anlagd liten sjö uppe på det så kallade Grottberget. Vattnet skulle tas från Brunnsviken via ett vertikalt schakt, som sprängdes samtidigt. Pumpschaktet syns som ett runt gruvhål på berget. Det vertikala schaktet och den horisontella tunneln möttes aldrig, eftersom arbetena avbröts strax efter Gustav III:s död.
Till en början planerades ett ångdrivet pumphus på berget. Maskinhuset, utformat som ett medeltida kastell, hade av Fredrik Magnus Piper inritats i Generalplanen för Haga Lustpark från 1781, där han skrev under litt. "R" - Gottisk bygnad för wattenuppfordringswerket. 
Anordningen beskrev Piper på följande sätt: "En Bassin formerad ofanpå en bergsklippa dit vatten kommer att uppledas med pump utur ett schakt sprängt genom berget".
År 1791 köpte dock Gustav III en väderkvarn, Kalmar slottskvarn, för detta ändamål. Kvarnen blev aldrig uppsatt och arbeten med vattenreservoaren stannade av efter mordet på Gustav III 1792.
När Brunnsvikens vattennivå sänktes år 1863 med ca. 1,25 meter förlorade grottan kontakten med sjön. Vattnet som finns i grottan idag är insipprande regnvatten.